# シビル・ベイヤー
シビル・ベイヤー（Sibylle Baier)は、ドイツのシンガーソングライター、女優。

## 経歴
1970年代に舞台女優として活動しており、ヴィム・ヴェンダース監督による『都会のアリス』などにも出演している。1970年から73年に自宅でレコーディングされた作品が2004年に息子の手によりCD化され、それを聞いたダイナソーJr.のJ・マスシスの協力もあり2006年にリリースされている。

## ディスコグラフィー

### アルバム
- Colour Green  (2006年)